# Puchar Polski 2019-2020
La Puchar Polski 2019-2020 è stata la 66ª edizione della coppa nazionale polacca, organizzata dalla PZPN, iniziata il 7 agosto 2019 e terminata il 24 luglio 2020. Il Lechia Danzica era la squadra detentrice del trofeo. Il KS Cracovia ha conquistato il trofeo per la prima volta nella sua storia.

## Turno preliminare
| Squadra 1         | Risultato | Squadra 2         |
| ----------------- | --------- | ----------------- |
| 6 agosto 2019     |           |                   |
| Olimpia Elbląg    | 2 – 1     | Rybnik            |
| 7 agosto 2019     |           |                   |
| Skra Częstochowa  | 1 – 2     | Ruch Chorzów      |
| Gryf Wejherowo    | 3 – 2     | Siarka Tarnobrzeg |
| Błękitni Stargard | 3 – 0     | Rozwój Katowice   |

## Primo turno
| Squadra 1                    | Risultato       | Squadra 2          |
| ---------------------------- | --------------- | ------------------ |
| 24 settembre 2019            |                 |                    |
| Stal Brzeg                   | 1 – 2           | Olimpia Elbląg     |
| Gryf Wejherowo               | 2 – 3           | Lechia Danzica     |
| Zagłębie Lubin II            | 2 – 2 (1-3 dtr) | Miedź Legnica      |
| Stilon                       | 5 – 1           | Olimpia Zambrów    |
| Legia Varsavia II            | 2 – 0           | Wigry Suwałki      |
| Ruch Chorzów                 | 3 – 3 (3-4 dtr) | Stomil Olsztyn     |
| Chrobry Głogów               | 0 – 2           | Lech Poznań        |
| Korona Kielce                | 0 – 1           | Zagłębie Lubin     |
| KSZO Ostrowiec Świętokrzyski | 1 – 3           | Sandecja Nowy Sącz |
| Widzew Łódź                  | 2 – 0           | Śląsk Breslavia    |
| 25 settembre 2019            |                 |                    |
| Stal Rzeszów                 | 0 – 1           | Pogoń Stettino     |
| Garbarnia Cracovia           | 1 – 2           | Bytovia Bytów      |
| Chełmianka Chełm             | 3 – 3 (5-4 dtr) | Znicz Pruszków     |
| Elana Toruń                  | 1 – 2           | Radomiak Radom     |
| Hutnik Kraków                | 2 – 3 (dts)     | Resovia Rzeszów    |
| Polonia Środa                | 0 – 6           | Górnik Zabrze      |
| Rekord Bielsko-Biała         | 2 – 1           | Concordia Elbląg   |
| Błękitni Stargard            | 2 – 1           | Wisła Cracovia     |
| Chemik Bydgoszcz             | 0 – 1           | Wisła Płock        |
| Chemik Police                | 0 – 4           | Stal Stalowa Wola  |
| Gryf Słupsk                  | 1 – 3           | Górnik Łęczna      |
| KS Cracovia                  | 4 – 2           | Jagiellonia        |
| GKS Jastrzębie               | 1 – 0           | Nieciecza          |
| GKS Bełchatów                | 0 – 2           | GKS Tychy          |
| Pogoń Siedlce                | 1 – 0           | Podbeskidzie       |
| GKS Katowice                 | 0 – 0 (5-3 dtr) | Warta Poznań       |
| Olimpia Grudziądz            | 0 – 3           | Stal Mielec        |
| Chojniczanka Chojnice        | 0 – 1           | Raków Częstochowa  |
| Puszcza Niepołomice          | 0 – 2           | Legia Varsavia     |
| 26 settembre 2019            |                 |                    |
| Unia Skierniewice            | 1 – 5 (dts)     | Piast Gliwice      |
| Odra Opole                   | 1 – 0           | Arka Gdynia        |
| Zagłębie Sosnowiec           | 0 – 3           | ŁKS                |

## Sedicesimi di finale
| Squadra 1            | Risultato       | Squadra 2          |
| -------------------- | --------------- | ------------------ |
| 29 ottobre 2019      |                 |                    |
| Rekord Bielsko-Biała | 0 – 2           | Górnik Łęczna      |
| Błękitni Stargard    | 3 – 0           | Sandecja Nowy Sącz |
| Resovia Rzeszów      | 0 – 4           | Lech Poznań        |
| Radomiak Radom       | 1 – 2           | GKS Tychy          |
| Stilon               | 1 – 5           | Zagłębie Lubin     |
| Bytovia Bytów        | 2 – 3 (dts)     | KS Cracovia        |
| Miedź Legnica        | 1 – 0 (dts)     | GKS Jastrzębie     |
| ŁKS                  | 2 – 0           | Górnik Zabrze      |
| 30 ottobre 2019      |                 |                    |
| Chełmianka Chełm     | 0 – 2           | Lechia Danzica     |
| Stal Stalowa Wola    | 1 – 1 (4-3 dtr) | GKS Katowice       |
| Stal Mielec          | 2 – 0           | Pogoń Stettino     |
| Olimpia Elbląg       | 0 – 4           | Raków Częstochowa  |
| Legia Varsavia II    | 1 – 0           | Odra Opole         |
| Pogoń Siedlce        | 0 – 4           | Piast Gliwice      |
| Widzew Łódź          | 2 – 3           | Legia Varsavia     |
| 31 ottobre 2019      |                 |                    |
| Stomil Olsztyn       | 0 – 0 (4-1 dtr) | Wisła Płock        |

## Ottavi di finale
| Squadra 1         | Risultato       | Squadra 2         |
| ----------------- | --------------- | ----------------- |
| 3 dicembre 2019   |                 |                   |
| Legia Varsavia II | 0 – 2           | Piast Gliwice     |
| Górnik Łęczna     | 0 – 2           | Legia Varsavia    |
| 4 dicembre 2019   |                 |                   |
| Stal Stalowa Wola | 0 – 2           | Lech Poznań       |
| Lechia Danzica    | 3 – 2           | Zagłębie Lubin    |
| GKS Tychy         | 2 – 0           | ŁKS               |
| 5 dicembre 2019   |                 |                   |
| Błękitni Stargard | 1 – 2           | Stal Mielec       |
| Miedź Legnica     | 1 – 1 (4-3 dtr) | Stomil Olsztyn    |
| KS Cracovia       | 0 – 0 (4-1 dtr) | Raków Częstochowa |

## Quarti di finale
| Squadra 1      | Risultato   | Squadra 2      |
| -------------- | ----------- | -------------- |
| 10 marzo 2020  |             |                |
| GKS Tychy      | 1 – 2 (dts) | KS Cracovia    |
| 11 marzo 2020  |             |                |
| Lechia Danzica | 2 – 1       | Piast Gliwice  |
| 26 maggio 2020 |             |                |
| Miedź Legnica  | 1 – 2       | Legia Varsavia |
| 27 maggio 2020 |             |                |
| Stal Mielec    | 1 – 3       | Lech Poznań    |

## Semifinali
| Squadra 1     | Risultato       | Squadra 2      |
| ------------- | --------------- | -------------- |
| 7 luglio 2020 |                 |                |
| KS Cracovia   | 3 – 0           | Legia Varsavia |
| 8 luglio 2020 |                 |                |
| Lech Poznań   | 1 – 1 (3-4 dtr) | Lechia Danzica |

## Finale
| Arbitro: | Paweł Raczkowski |

|                                               |           |                        |
| van Amersfoort 65’ Jablonský 88’ Wdowiak 116’ | Marcatori | 21’ Haydary 85’ Lipski |